# Winkl (Fischbachau)
Winkl ist ein Gemeindeteil von Fischbachau im oberbayerischen Landkreis Miesbach.

## Ortsbeschreibung
Die Einöde Winkl liegt 1,15 km nördlich von Fischbachau und 11,5 km südöstlich von Miesbach. 

## Bevölkerungsentwicklung
Um 1871 lebten in Winkl 18 Einwohner. Im Mai 1987 gab es zwölf Einwohner in vier Wohngebäuden.
| Jahr      | 1871 | 1925 | 1950 | 1970 | 1987 |
| Einwohner | 18   | 12   | 20   | 14   | 12   |